# Rittergut Haus Vorst

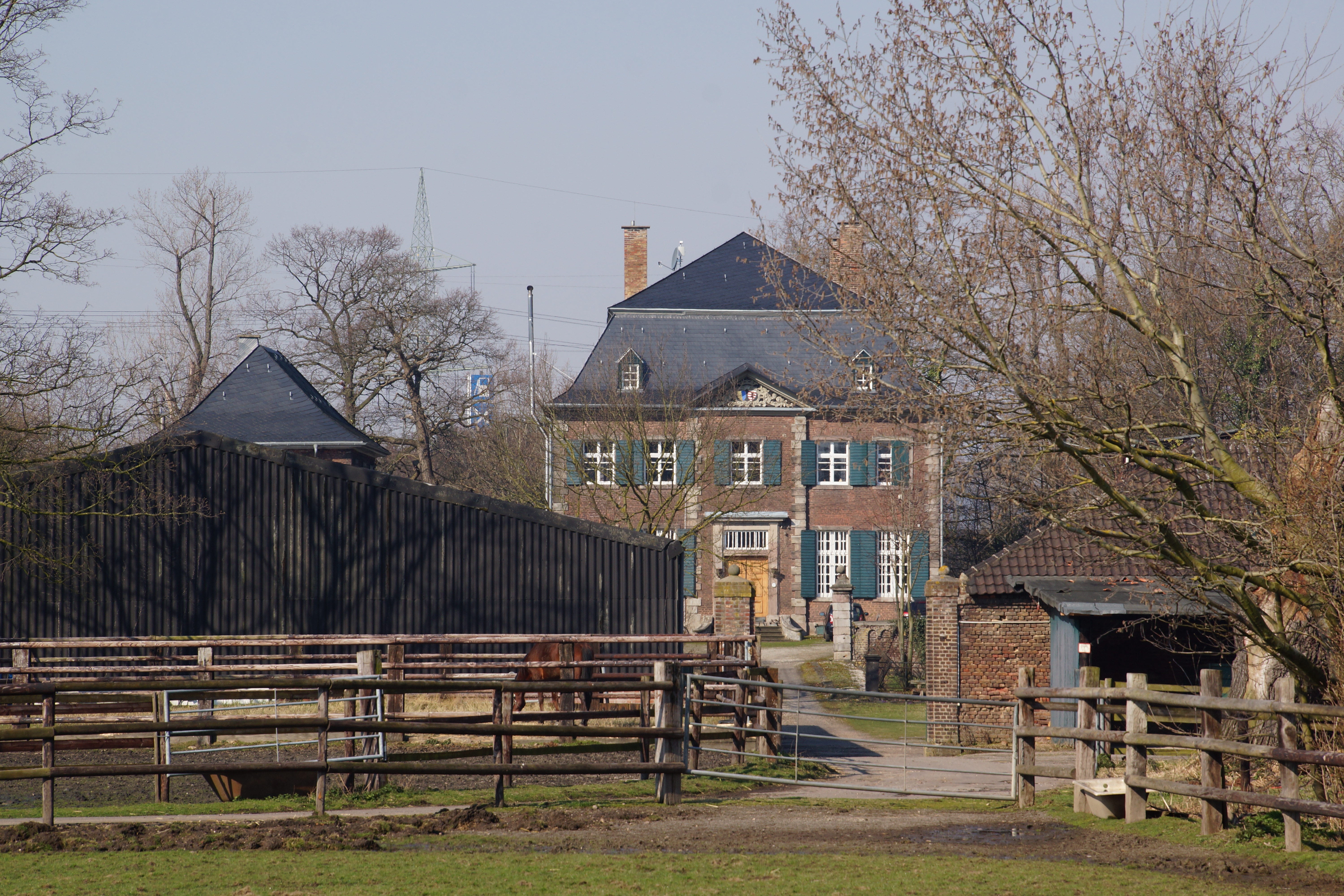
Haus Vorst, Ostseite, 2015

Haus Vorst (auch Haus Forst) im Gebiet der Stadt Frechen, Nordrhein-Westfalen, ist ein denkmalgeschütztes Gebäude nahe der Grenze zum Kölner Stadtgebiet. Der Rittersitz – eine Wasserburg – liegt neben dem Frechener Bach. Vorst wurde schon 1241 erwähnt. Es war ein Lehen von Chur-Köln. Haus Vorst war bis in das 16. Jh. im Besitz des Geschlechts von Vorst, vom 16. bis in das 18. Jh. hatte das Geschlecht von Lützenrath/Lutzerode es inne. Einige der Ritter von Vorst lagen in Fehde mit Köln und Haus Vorst wurde mindestens dreimal (1292, 1419 und 1474 sind dokumentiert) abgebrochen bzw. verwüstet. Nach der Säkularisation 1803 kam Haus Vorst endgültig in Privatbesitz.

## Geschichte
Was Haus Vorst und seine Bewohner erfahren haben, geht aus der „Chronik der Stadt Frechen“ und aus Daten anderer Quellen hervor, darunter den Archiven in Nordrhein-Westfalen und Clemen (1897).

### 13. bis 15. Jh.: Das Geschlecht de Foresto (von Vorst)

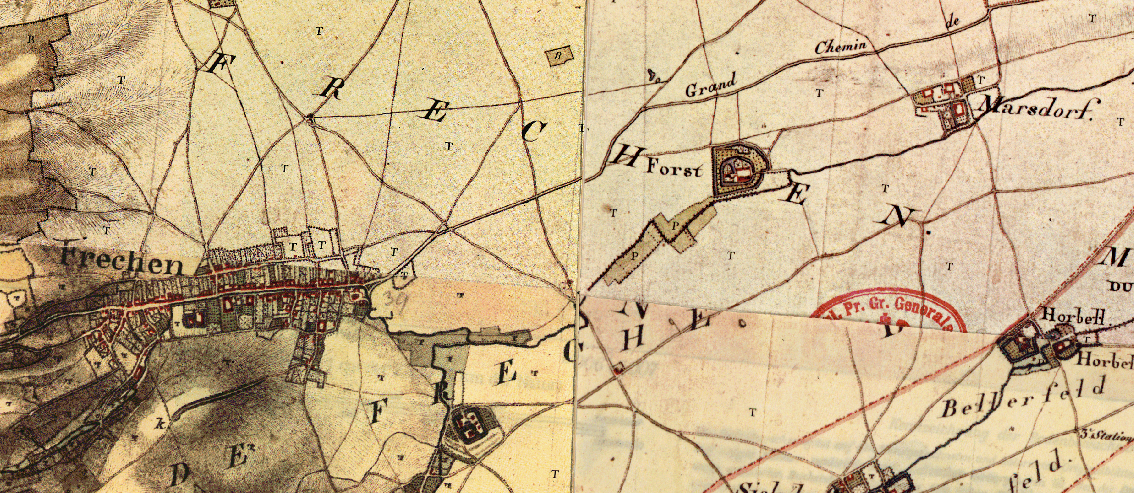
Lage des Hauses Vorst/Forst auf der Tranchotkarte Anfang 19. Jh.

1241: Frau Methildis, Witwe des Herrn Wilhelm de Foresto (von Vorst), und ihre Söhne verzichten auf den Zehnten von Frechen (Frekene) und das Schultheißenamt; Erzbischof Konrad von Hochstaden übergibt darauf den Zehnten der genannten Frau und ihrem Sohn Heinrich für ein Jahr, darauf den Söhnen Heinrich und Wilhelm von Vorst.
 1257: Erzbischof Konrad übergibt dem Henricus de Foreste für einen Jahreszins die Zehnten und das Schultheißenamt der Kirche zu Frechen.
 1272: Heinrich von Vorst ist Zeuge bei einem Vertrag.
 1280: Urkunde mit Zeugen Heinrich und Hermann von Vorst.
1292: Fehde des Ritters Heinrich von Vorst gegen die Stadt Köln. Haus Vorst wird abgebrochen. Herzog Johann von Brabant wird von König Adolph beauftragt, die nötige Aufsicht zu führen, damit Haus Vorst nicht mehr befestigt wird.
 1329: Heinrich von Vorst (schon 1314 erwähnt), der gegen die noch von König Rudolf verhängte Verordnung einen Holzbau (das Portzhuys) an seinem Hause errichtet hat, söhnt sich mit der Stadt Köln aus, nachdem diese ihm gestattet hatte, die Befestigungen im gegenwärtigen Zustand zu belassen.
 1335: Ritter Johann von Vorst verkauft seinen Hof in Frechen an das Klarakloster zu Köln (Klarenhof) für 3180 Mark.
1381: Der Kölner Jude Bunheim Schaeff quittiert, dass Ritter Johann von Vorst einen mit Perlen besetzten Rock eingelöst hat.
 1393: Ritter Johann von Vorst (van dem Vorst) und sein Sohn Daniel verkaufen ein Haus samt einem Hof zu Linzenich.

1404: Johann von dem Vorste liegt in Fehde mit der Stadt Köln.
 1419: Das Haus Vorst wird durch die Kölner erstürmt und zerstört.
 1420: Heinrich von dem Vorst vergleicht sich mit Köln und wird Edelbürger der Stadt; er quittiert den Erhalt einer Bürgerrente bis 1448.
 1424: Nach der Einnahme von Haus Vorst und der Gefangennahme des Godart von Bell schwört dieser Urfehde, wobei Daem von Vischenich als Vermittler auftritt.
 1426: Heinrich van deme Forste wird erwähnt.
1464: Johann und Goddert Schall von Bell bitten Erzbischof Ruprecht von Köln, dass er Heinrich von dem Vorst mit Haus Vorst belehne.
 1467: Heinrich von Vorst (van dem Vorst) vereinbart mit Agathe, Tochter des Heinrich Spies von Büllesheim und seiner verstorbenen Frau Lette, die Ehe. Heinrich von Vorst sagt der Agathe als Heiratsgut und Mitgift unter anderem zu, sie zur Miterbin und Teilhaberin an Schloss, Gut und Herrlichkeit zom Vorst einschließlich allen Zubehörs zu machen.
1474: Im Oktober wird Haus Vorst durch stadtkölnische Truppen eingenommen; Heinrich von Vorst und seine Frau werden gefangen genommen.
1477: Heinrich von dem Vorst und seine Gattin Agatha verzichten auf alle Ansprüche gegen die Stadt Köln wegen der Erstürmung und des Abbrennens ihres Hauses, des Hauses Vorst; Heinrich wird aus der Gefangenschaft entlassen und erhält einen Mannbrief.
1491: Erzbischof Hermann IV. von Hessen überträgt dem Herbert von Hall, dem Schwiegersohn des Heinrich von Vorst, das Haus Vorst als Lehen (die Urkunde ist verloren). Herbert wird 1505 noch erwähnt.

### 16. und 17. Jh.: von Lützenrath

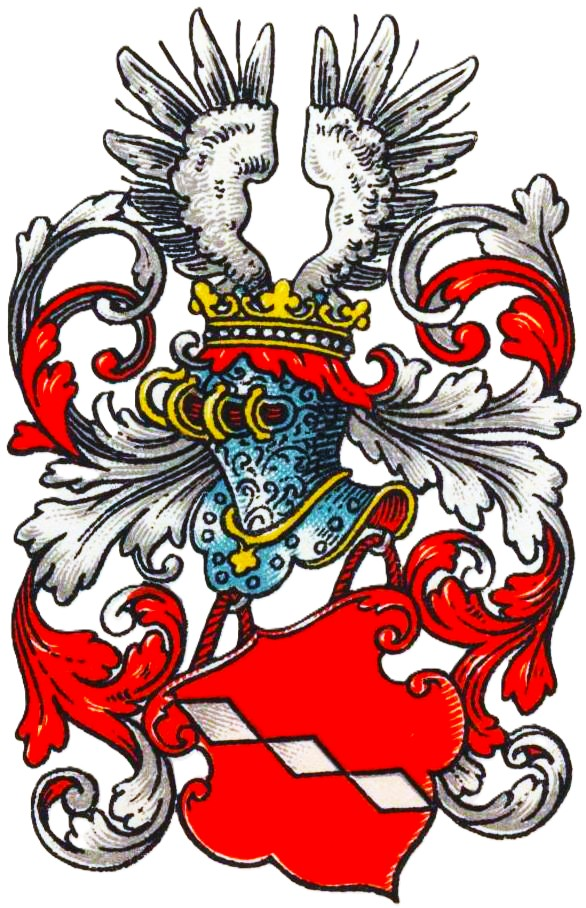
Wappen derer von Lützenrath

1528: Erzbischof Hermann von Wied belehnt Johann von Gevertshain genannt Lützerodt (Johann I.) aus dem Geschlecht von Lützerode mit Haus Vorst. Dieser Johann entstammte eine Sippe von Verwaltungsleuten im Bereich der oberen Sieg in Nassau. Er war Drost zu Schönstein, einer Burg, die ihm von Chur-Köln als Pfand gegeben war.
1536: Johanns Sohn Johann von Lützenrath (Johann II.) bewohnte mit seiner Frau Margarethe von Gymnich Haus Vorst, die Heiratsgabe seines Vaters. Dieser Johann stirbt vor 1547. Deren Sohn Johann von Lützenrath zu Vorst (Johann III.) wird 1561 Amtmann auf Burg Windeck.
1580: Johann III. wird mit Haus Vorst belehnt.
1583: Pfälzische Truppen plündern im Truchsessischen Krieg Frechen und zünden die Kirche St. Audomar in Frechen an. Sie rauben die Burgen zu Frechen, Bachem, Hemmerich und Vogtsbell aus. (Ob Haus Vorst, welches nicht erwähnt wird, dies erspart blieb, ist unbekannt.)
1590: Die Witwe des Johann (III.) von Lützenrath zu Vorst, Judith von Selbach, wird mit Haus Vorst belehnt; sie starb ein Jahr später. Der wappenbestückte Grabstein beider befindet sich in der Kirche St. Audomar (Frechen). Die von Lützenrath ziehen im Laufe des 17. Jhs. auf ihr Gut Clarenbeck bei Kleve, das sie über Judith von Selbach geerbt hatten.
Haus Vorst wurde vererbt an Reinart von Lutzerode zu Clarenbeck, Sohn des Johann III., dann weiter an Johann Reinart von Lutzerode zu Clarenbeck († 1653) und an seine Tochter Otilia Margreta von Lützenrode (Erbin zu Clarenbeck und Vorst, † 1692; verh. 1680 mit Franz Dietrich von Brabeck zu Vogelsang).:1164 Franz Dietrich von Brabeck zu Vogelsang wird 1700 mit Haus Vorst belehnt; er stirbt 1709.

### 18. Jh. und später
1709: Schultheiß und Hofkammerrat Adolph Weipeler erwirbt Haus Vorst.
1742: Wilhelm Konrad von Wrede, Senator der Stadt Köln, erbt Haus Vorst und verkauft es an von Brae.
1795: Peter Conzen ist Halbwinner auf Haus Vorst.
1803: Durch die Säkularisation wurden viele Höfe, die im kirchlichen Besitz waren, enteignet, in Frechen auch Haus Vorst. Eigentümer um 1890 war Graf Gisbert Egon von Fürstenberg-Stammheim, der es von seinem Vater, Franz Egon von Fürstenberg-Stammheim, geerbt hatte.

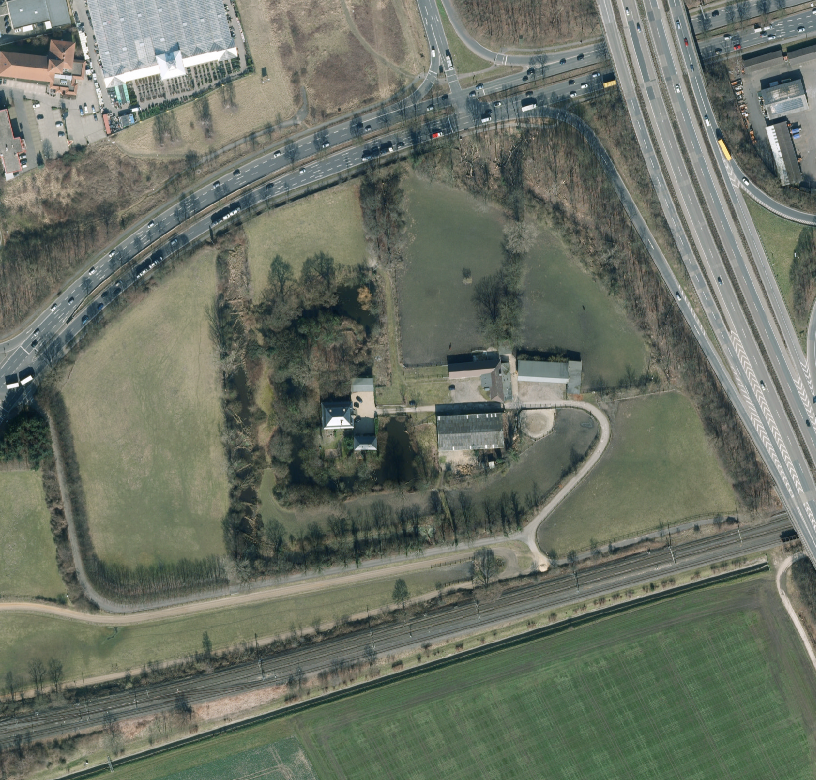
Haus Vorst, Luftaufnahme

Heute liegt Haus Vorst eingeklemmt zwischen der Autobahn A1 (an der Ostseite), der Bundesstraße B264 (an der Nordseite) und, an der Südseite, der Bahnstrecke Köln–Frechen neben dem beim Bau 1894 der Bahnstrecke etwas verlegten Frechener Bach.

## Baudenkmal
Das Rittergut Haus Vorst ist seit 1983 in der Liste der Baudenkmäler in Frechen mit Nr. A4 eingetragen. Eine kurze Beschreibung des Äußeren (siehe dazu Clemen, 1897) kann wie folgt gegeben werden:
Der Gebäudekomplex umfasst zwei Gruppen. Der Zugangsweg aus dem Osten führt erst an einigen (inzwischen modernisierten) Wirtschaftsgebäuden vorbei. Dann geht es (im 19. Jh. noch über eine Brücke) zum Haupthaus und den zwei im rechten Winkel zum Haupthaus stehenden Nebengebäuden. Die zwei rustizierten und mit aufgelegten Steinkugeln geschmückten Pfeiler, die an der Burgseite der ehemaligen Brücke standen, sind noch erhalten. Anfang des 19. Jhs. gab es noch einen prachtvoll gestalteten Hofgarten.
Das Haupthaus stammt aus dem 18. Jh. Es ist ein zweigeschossiger, fünfachsiger Backsteinbau mit schwach vortretendem Mittelrisalit und zeltförmigem Mansardenschieferdach. Die rechteckige und mit Oberlicht ausgestattete und mit flachem Gebälk abgeschlossene Tür liegt in der Mittelachse mit einem Fenster darüber, auf dem ein flacher Dreieckgiebel sitzt, der zwei Schilde eines Doppelwappens inmitten reichen Rankwerks enthält. Zur Zeit der Beschreibung durch Clemen (1897) waren die Wappen leer.
Ein Wassergraben umgab einst das Ganze. Vom ursprünglichen Graben der Wasserburg sind nur ¾ erhalten, heute umsäumt von hohen Bäumen.

## Weitere Quellen
- T. Ostermann: Chronik der Stadt Frechen. Frechener Geschichtsverein, 1967 (Online [PDF; abgerufen am 13. Juli 2018] Nachdruck 2010).